# Lila tengerisün
A lila tengerisün (Strongylocentrotus purpuratus) a tengerisünök (Echinoidea) osztályának Camarodonta rendjébe, ezen belül a Strongylocentrotidae családjába tartozó faj.

## Előfordulása
A lila tengerisün előfordulási területe Észak-Amerika csendes-óceáni partvidékén van.

## Életmódja
Tengeri élőlény, amely a sziklás partok mentén lelhető fel. A fenéken levő szerves törmelékkel, valamint a vízalatti sziklákra növő moszatokkal táplálkozik.

## Felhasználása
A lila tengerisünt a fejlődésbiológiában széles körben használják modellszervezetként, azaz modellorganizmusként.

## Képek

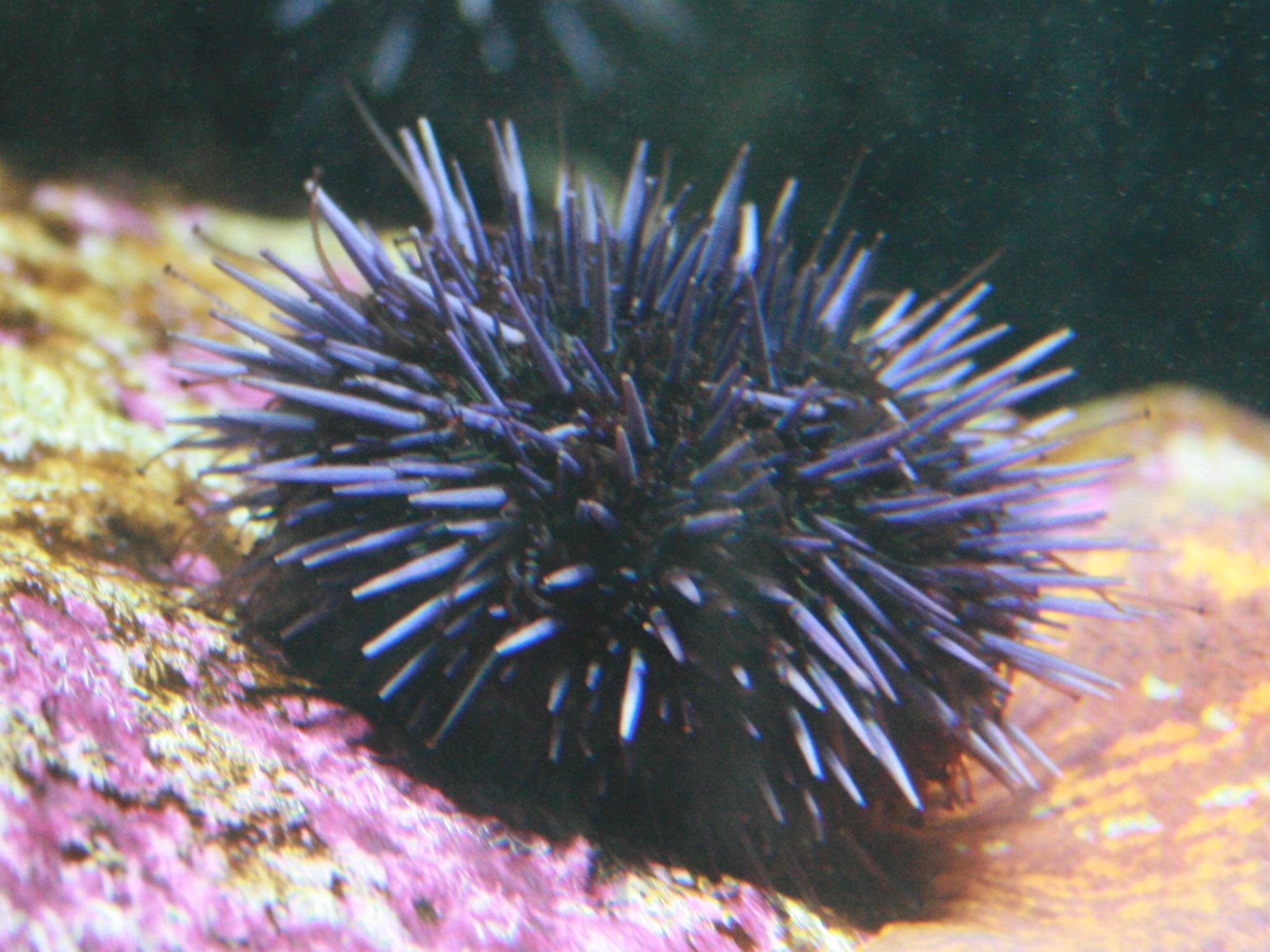
Tüskékkel
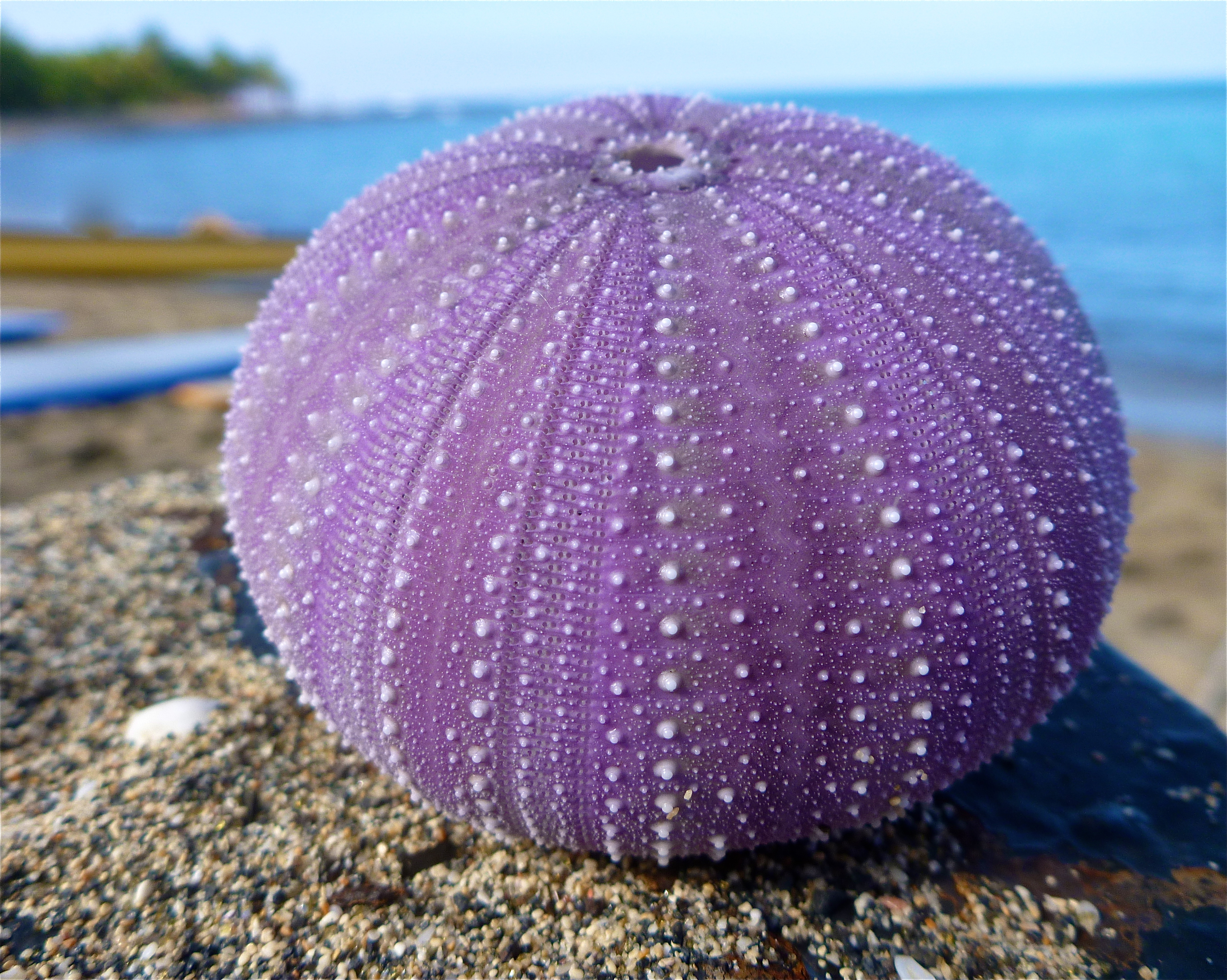
és nélkül
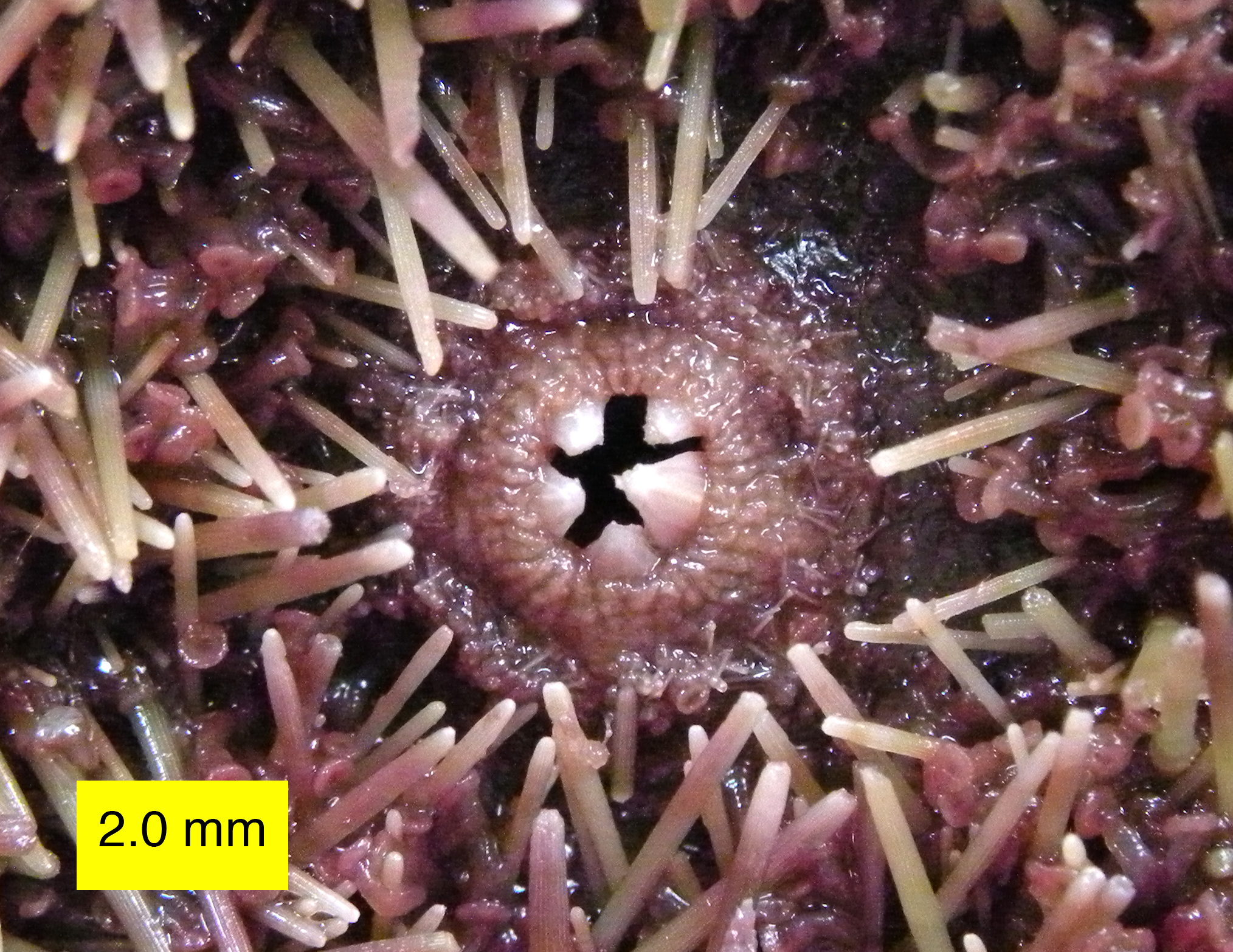
A szájtájéka
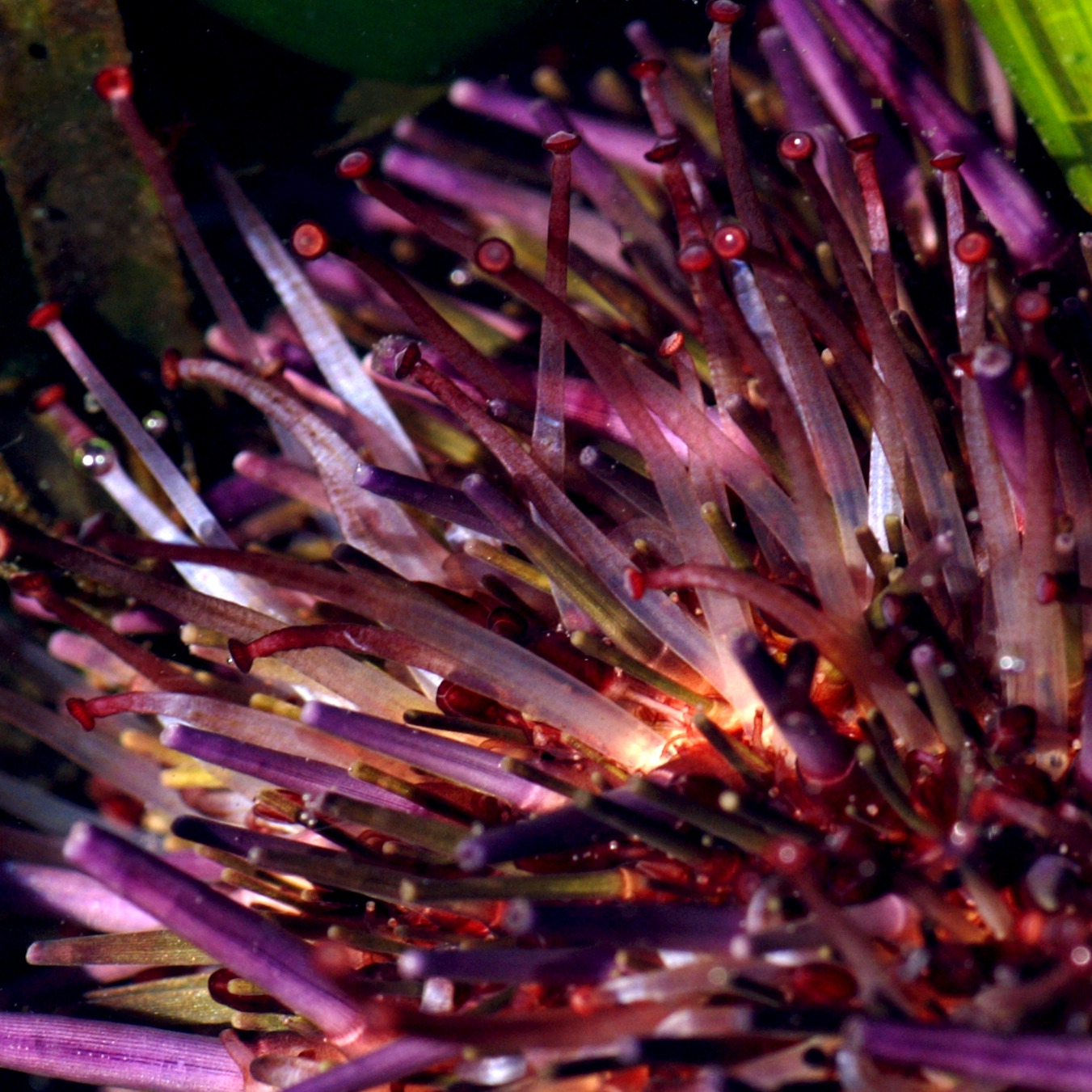
A tüskéi közelről